# 埃沙隆
埃沙隆（法語：Échallon，法語發音：[eʃalɔ̃]）是法国安省的一个市镇，属于楠蒂阿区。

## 地理
埃沙隆（46°12'36"N, 5°44'29"E）面积28.09 平方千米，位于法国奥弗涅-罗讷-阿尔卑斯大区安省，该省份为法国东部省份，北起汝拉省，西北接索恩-卢瓦尔省，西接罗讷省和里昂大都会，南至伊泽尔省，东与萨瓦省、上萨瓦省和瑞士接壤。
与埃沙隆接壤的市镇（或旧市镇、城区）包括：阿尔邦、伯莱杜、沙里、日龙、奥约纳、普拉涅、圣日耳曼德茹、维里。

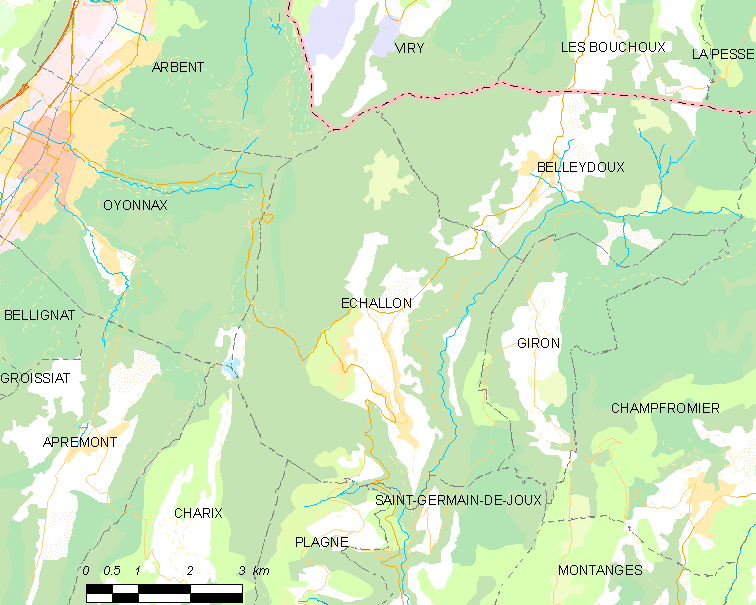
埃沙隆的OSM定位图

埃沙隆的时区为UTC+01:00、UTC+02:00（夏令时）。

## 行政
埃沙隆的邮政编码为01130，INSEE市镇编码为01152。

## 政治
埃沙隆所属的省级选区为楠蒂阿县。

## 人口

1962-2008年间埃沙隆人口变化图示

埃沙隆于2022年1月1日时的人口数量为774人。